# بورس داکا
بورس داکا (بنگالی: ঢাকা স্টক এক্সচেঞ্জ) بازار بورس اوراق بهادار بنگلادش است، که در سال ۱۹۵۴ تأسیس شد.